# Aurice
Aurice – miejscowość i gmina we Francji, w regionie Nowa Akwitania, w departamencie Landy.
Według danych na rok 1990 gminę zamieszkiwało 610 osób, a gęstość zaludnienia wynosiła 35 osób/km² (wśród 2290 gmin Akwitanii Aurice plasuje się na 636. miejscu pod względem liczby ludności, natomiast pod względem powierzchni na miejscu 636.).